# Ensemble Studios
Ensemble Studios var et videospils-studie oprettet i 1995 som et selvstændigt firma, men var ejet af Microsoft fra 2001 til 2009, hvor det blev officielt opløst. Ensemble udviklede mange real-time strategy spil, som f.eks. Age of Empires, Age of Mythology og Halo Wars. Udover spiludvikling lavede Ensemble også Genie spilmotoren der blev benyttet i Age of Empires, Age of Empires II: The Age of Kings og Star Wars: Galactic Battlegrounds.

## Spil
| Udkommet Dato | Titel                                   | Genre               |
| ------------- | --------------------------------------- | ------------------- |
| 1997          | Age of Empires                          | real-time strategy  |
| 1998          | Age of Empires: The Rise of Rome        | expansion pack      |
| 1999          | Age of Empires II: The Age of Kings     | real-time strategy  |
| 2000          | Age of Empires II: The Conquerors       | expansion pack      |
| 2002          | Age of Mythology                        | real-time strategy  |
| 2003          | Age of Mythology: The Titans            | expansion pack      |
| 2005          | Age of Empires III                      | real-time strategy  |
| 2006          | Age of Empires III: The WarChiefs       | expansion pack      |
| 2007          | Age of Empires III: The Asian Dynasties | expansion pack      |
| 2009          | Halo Wars                               | real-time strategy  |
| Aflyste       | Titan                                   | MMORPG              |
| Aflyste       | Sorcerer                                | fantasy-eventyr RPG |
| Aflyste       | Nova                                    |                     |
| Aflyste       | Wrench                                  | platform            |
| Aflyste       | Bam                                     |                     |
| Aflyste       | Agent                                   |                     |